# Electrica Muntenia Sud
Electrica Muntenia Sud este o fostă filială a Electrica S.A. a cărei obiect de activitate este distribuția și furnizarea de curent electric.
La data de 25 aprilie 2008, compania italiană Enel a achiziționat direct de la Electrica 50% din acțiunile Electrica Muntenia Sud, pentru suma de 395 milioane Euro și a subscris noi acțiuni la majorarea de capital social, cu suma de 425 milioane euro.
Structura acționariatului a devenit astfel următoarea: Enel – 64,4%, Fondul Proprietatea – 12%, Electrica – 23,6%.
„Electrica Muntenia Sud” operează în București și județele Ilfov și Giurgiu. În anul 2006 a vândut 4,5 TWh energie electrică și a înregistrat vânzări de peste  450 milioane Euro.
Număr de clienți în anul 2006: 1,1 milioane.
Numărul de angajați în anul 2006: 2.000
Cifra de afaceri:
- în 2005: 391,6 milioane Euro[4].
- în 2004: 271,3 milioane Euro[5].

Profitul net:
- 2005: 24,7 milioane Euro[4]
- 2004: - 8,3 milioane Euro[4]